# Alana Cook
Pour les articles homonymes, voir Cook.
Alana Cook, née le 11 avril 1997 à Worcester aux États-Unis, est une footballeuse internationale américaine, qui évolue au poste de défenseure centrale à Current de Kansas City.

## Biographie

### En club

#### Paris Saint-Germain
Le 15 janvier 2019, elle rejoint le Paris Saint-Germain en signant un contrat de 3 ans.

### En sélection
En 2023, elle fait partie des 23 joueuses sélectionnées par Vlatko Andonovski pour participer à la coupe du monde.

## Statistiques
| Saison                | Club                  | Championnat           | Championnat | Championnat | Coupe(s) nationale(s) | Coupe(s) nationale(s) | Compétition(s) continentale(s) | Compétition(s) continentale(s) | Compétition(s) continentale(s) | Autres | Autres | Total | Total |
| Saison                | Club                  | Division              | M.          | B.          | M.                    | B.                    | Comp.                          | M.                             | B.                             | M.     | B.     | M.    | B.    |
| 2018-2019             | Paris Saint-Germain   | Division 1            | 3           | 0           | 0                     | 0                     | C1                             | 1                              | 0                              | -      | -      | 4     | 0     |
| 2019-2020             | Paris Saint-Germain   | Division 1            | 5           | 0           | 2                     | 0                     | C1                             | 4                              | 0                              | -      | -      | 11    | 0     |
| 2020-2021             | Paris Saint-Germain   | Division 1            | 6           | 0           | -                     | -                     | C1                             | 1                              | 0                              | -      | -      | 7     | 0     |
| Sous-total            | Sous-total            | Sous-total            | 14          | 0           | 2                     | 0                     | -                              | 6                              | 0                              | -      | -      | 22    | 0     |
| 2020                  | OL Reign (prêt)       | NWSL                  | -           | -           | -                     | -                     | -                              | -                              | -                              | 3      | 0      | 3     | 0     |
| Sous-total            | Sous-total            | Sous-total            | -           | -           | -                     | -                     | -                              | -                              | -                              | 3      | 0      | 3     | 0     |
| Total sur la carrière | Total sur la carrière | Total sur la carrière | 14          | 0           | 2                     | 0                     | -                              | 6                              | 0                              | 3      | 0      | 25    | 0     |